# Goodenia filiformis
Goodenia filiformis är en tvåhjärtbladig växtart som beskrevs av Robert Brown. Goodenia filiformis ingår i släktet Goodenia och familjen Goodeniaceae. Inga underarter finns listade i Catalogue of Life.